# 菲亚诺
菲亚诺（意大利语：Fiano），是意大利北部皮埃蒙特大区都灵省的一个市镇。总面积12.2平方公里，总人口2744，人口密度224.9人/平方公里（2010年12月31日）。